# Seznam dílů seriálu Zákon a pořádek
Toto je seznam dílů seriálu Zákon a pořádek.

## Přehled řad
| Řada | Díly          | Premiéra v USA    | Premiéra v USA  | Premiéra v ČR     | Premiéra v ČR   |
| Řada | Díly          | První díl         | Poslední díl    | První díl         | Poslední díl    |
| ---- | ------------- | ----------------- | --------------- | ----------------- | --------------- |
| 1    | 22            | 13. září 1990     | 9. června 1991  | 3. ledna 2008     | 1. února 2008   |
| 2    | 22            | 17. září 1991     | 12. května 1992 | 5. ledna 2009     | 3. února 2009   |
| 3    | 22            | 23. září 1992     | 19. května 1993 | 4. února 2009     | 5. března 2009  |
| 4    | 22            | 15. září 1993     | 25. května 1994 | 6. března 2009    | 6. dubna 2009   |
| 5    | 23            | 21. září 1994     | 24. května 1995 | 7. dubna 2009     | 12. května 2009 |
| 6    | 23            | 20. září 1995     | 22. května 1996 |                   |                 |
| 7    | 23            | 18. září 1996     | 21. května 1997 |                   |                 |
| 8    | 24            | 24. září 1997     | 20. května 1998 |                   |                 |
| 9    | 24            | 23. září 1998     | 26. května 1999 |                   |                 |
| 10   | 24            | 22. září 1999     | 24. května 2000 |                   |                 |
| 11   | 24            | 18. října 2000    | 23. května 2001 |                   |                 |
| 12   | 24            | 26. září 2001     | 22. května 2002 |                   |                 |
| 13   | 24            | 1. října 2002     | 21. května 2003 |                   |                 |
| 14   | 24            | 24. září 2003     | 19. května 2004 |                   |                 |
| 15   | 24            | 22. září 2004     | 18. května 2005 |                   |                 |
| 16   | 22            | 21. září 2005     | 17. května 2006 |                   |                 |
| 17   | 22            | 22. září 2006     | 18. května 2007 |                   |                 |
| 18   | 18            | 2. ledna 2008     | 21. května 2008 |                   |                 |
| 19   | 22            | 5. listopadu 2008 | 3. června 2009  | 12. prosince 2012 | 15. května 2013 |
| 20   | 23            | 25. září 2009     | 24. května 2010 | 22. května 2013   | 23. října 2013  |
| 21   | bude oznámeno | 24. února 2022    | bude oznámeno   | bude oznámeno     | bude oznámeno   |

## Seznam dílů

### První řada (1990–1991)
| Č. v seriálu | Č. v řadě | Původní název                    | Český název                  | Režie                | Scénář                                                                                           | Premiéra v USA     | Premiéra v ČR  |
| ------------ | --------- | -------------------------------- | ---------------------------- | -------------------- | ------------------------------------------------------------------------------------------------ | ------------------ | -------------- |
| 1            | 1         | Prescription for Death           | Recept na smrt               | John P. Whitesell II | námět: David Black a Ed Zuckerman scénář: Ed Zuckerman                                           | 13. září 1990      | 3. ledna 2008  |
| 2            | 2         | Subterranean Homeboy Blues       | Právo na sebeobranu          | E.W. Swackhamer      | Robert Palm                                                                                      | 20. září 1990      | 4. ledna 2008  |
| 3            | 3         | The Reaper's Helper              | Smrťákův pomocník            | Vern Gillum          | námět: Thomas Francis McElroy scénář: Thomas Francis McElroy, David Black a Robert Stuart Nathan | 4. října 1990      | 7. ledna 2008  |
| 4            | 4         | Kiss the Girls and Make Them Die | Polib ji a nech ji umřít     | Charles Correll      | námět: Dick Wolf scénář: Robert Stuart Nathan                                                    | 11. října 1990     | 8. ledna 2008  |
| 5            | 5         | Happily Ever After               | Šťastní až do smrti          | Vern Gillum          | námět: Dick Wolf a David Black scénář: David Black a Robert Stuart Nathan                        | 23. října 1990     | 9. ledna 2008  |
| 6            | 6         | Everybody's Favorite Bagman      | Nejoblíbenější výběrčí       | John Patterson       | Dick Wolf                                                                                        | 30. října 1990     | 10. ledna 2008 |
| 7            | 7         | By Hooker, By Crook              | Šlapky a podvodnice          | Martin Davidson      | David Black                                                                                      | 13. listopadu 1990 | 11. ledna 2008 |
| 8            | 8         | Poison Ivy                       | Hodný hoch                   | E.W. Swackhamer      | námět: Jack Richardson a Jacob Brackman scénář: Jacob Brackman                                   | 20. listopadu 1990 | 14. ledna 2008 |
| 9            | 9         | Indifference                     | Lhostejnost                  | James Quinn          | Robert Palm                                                                                      | 27. listopadu 1990 | 15. ledna 2008 |
| 10           | 10        | Prisoner of Love                 | Mrtvý v ateliéru             | Michael Fresco       | námět: David Black a Robert Stuart Nathan scénář: Robert Stuart Nathan                           | 4. prosince 1990   | 16. ledna 2008 |
| 11           | 11        | Out of the Half-Light            | Vystoupit z šera             | E.W. Swackhamer      | Michael Duggan                                                                                   | 11. prosince 1990  | 17. ledna 2008 |
| 12           | 12        | Life Choice                      | Životní volba                | Aaron Lipstadt       | námět: Dick Wolf scénář: David Black a Robert Stuart Nathan                                      | 8. ledna 1991      | 18. ledna 2008 |
| 13           | 13        | A Death in the Family            | Úmrtí v rodině               | Gwen Arner           | námět: Joe Viola scénář: Joe Viola a David Black                                                 | 15. ledna 1991     | 21. ledna 2008 |
| 14           | 14        | The Violence of Summer           | Znásilnění                   | Don Scardino         | Michael Duggan                                                                                   | 5. února 1991      | 22. ledna 2008 |
| 15           | 15        | The Torrents of Greed            | Ve víru chamtivosti          | E.W. Swackhamer      | námět: Michael Duggan a Michael S. Chernuchin scénář: Michael S. Chernuchin                      | 12. února 1991     | 23. ledna 2008 |
| 16           | 16        | The Torrents of Greed (Part II)  | Ve víru chamtivosti (Část 2) | E.W. Swackhamer      | námět: Michael Duggan a Michael S. Chernuchin scénář: Michael S. Chernuchin                      | 19. února 1991     | 24. ledna 2008 |
| 17           | 17        | Mushrooms                        | Omyl                         | Daniel Sackheim      | Robert Palm                                                                                      | 26. února 1991     | 25. ledna 2008 |
| 18           | 18        | The Secret Sharers               | Tajemní společníci           | E.W. Swackhamer      | Robert Stuart Nathan                                                                             | 12. března 1991    | 28. ledna 2008 |
| 19           | 19        | The Serpent's Tooth              | Nevděk                       | Don Scardino         | námět: I.C. Rapoport a Joshua Stern scénář: René Balcer a Robert Stuart Nathan                   | 19. března 1991    | 29. ledna 2008 |
| 20           | 20        | The Troubles                     | Nepokoje                     | John P. Whitesell II | námět: Dick Wolf a Robert Palm scénář: Robert Palm                                               | 26. března 1991    | 30. ledna 2008 |
| 21           | 21        | Sonata for Solo Organ            | Jen jedna ledvina            | Fred Gerber          | námět: Joe Morgenstern a Michael Duggan scénář: Joe Morgenstern a Michael S. Chernuchin          | 2. dubna 1991      | 31. února 2008 |
| 22           | 22        | The Blue Wall                    | Loajalita                    | Vern Gillum          | námět: Dick Wolf a Robert Stuart Nathan scénář: Robert Stuart Nathan                             | 9. června 1991     | 1. února 2008  |

### Druhá řada (1991–1992)
| Č. v seriálu | Č. v řadě | Původní název           | Český název           | Režie                    | Scénář                                                                                        | Premiéra v USA     | Premiéra v ČR  |
| ------------ | --------- | ----------------------- | --------------------- | ------------------------ | --------------------------------------------------------------------------------------------- | ------------------ | -------------- |
| 23           | 1         | Confession              | Doznání               | Fred Gerber              | Michael Duggan a Robert Palm                                                                  | 17. září 1991      | 5. ledna 2009  |
| 24           | 2         | The Wages of Love       | Žárlivost             | Ed Sherin                | námět: Robert Stuart Nathan a Ed Zuckerman scénář: Ed Zuckerman                               | 24. září 1991      | 6. ledna 2009  |
| 25           | 3         | Aria                    | Matka a dcera         | Don Scardino             | námět: Michael S. Chernuchin scénář: Christine Roum                                           | 1. října 1991      | 7. ledna 2009  |
| 26           | 4         | Asylum                  | Azyl                  | Kristoffer Siegel-Tabori | námět: Robert Palm scénář: Kathy McCormick                                                    | 8. října 1991      | 8. ledna 2009  |
| 27           | 5         | God Bless the Child     | Bůh žehnej dítěti     | E.W. Swackhamer          | David Black a Robert Stuart Nathan                                                            | 22. října 1991     | 9. ledna 2009  |
| 28           | 6         | Misconception           | Špatná stopa          | Daniel Sackheim          | námět: Michael Duggan a Michael S. Chernuchin scénář: Michael S. Chernuchin                   | 29. října 1991     | 12. ledna 2009 |
| 29           | 7         | In Memory Of            | Vzpomínáme            | Ed Sherin                | námět: David Black a Siobhan Byrne scénář: David Black a Robert Stuart Nathan                 | 5. listopadu 1991  | 13. ledna 2009 |
| 30           | 8         | Out of Control          | Bez kontroly          | John Whitesell           | námět: David Black a Robert Stuart Nathan scénář: Jack Richardson                             | 12. listopadu 1991 | 14. ledna 2009 |
| 31           | 9         | Renunciation            | Dvojí podraz          | Gwen Arner               | Michael S. Chernuchin a Joe Morgenstern                                                       | 19. listopadu 1991 | 15. ledna 2009 |
| 32           | 10        | Heaven                  | Požár v klubu         | Ed Sherin                | námět: Robert Palm scénář: Nancy Ann Miller a Robert Palm                                     | 26. listopadu 1991 | 16. ledna 2009 |
| 33           | 11        | His Hour Upon the Stage | Poslední show         | Steve Cohen              | Robert Nathan a Giles Blunt                                                                   | 10. prosince 1991  | 19. ledna 2009 |
| 34           | 12        | Star Struck             | Smrtící obdiv         | Ed Sherin                | námět: David Black a Alan Gelb scénář: Robert Nathan a Sally Nemeth                           | 7. ledna 1992      | 20. ledna 2009 |
| 35           | 13        | Severance               | Odškodné              | Jim Frawley              | námět: Michael Duggan a William N. Fordes scénář: Michael S. Chernuchin a William N. Fordes   | 14. ledna 1992     | 21. ledna 2009 |
| 36           | 14        | Blood Is Thicker...     | Krev je hustší než... | Peter Levin              | námět: Robert Nathan a Ed Zuckerman scénář: Ed Zuckerman                                      | 4. února 1992      | 22. ledna 2009 |
| 37           | 15        | Trust                   | Zvláštní výchova      | Daniel Sackheim          | námět: Michael Duggan a René Balcer scénář: René Balcer                                       | 11. února 1992     | 23. ledna 2009 |
| 38           | 16        | Vengeance               | Pomsta                | Daniel Sackheim          | námět: Peter S. Greenberg a Michael S. Chernuchin scénář: Michael S. Chernuchin a René Balcer | 18. února 1992     | 26. ledna 2009 |
| 39           | 17        | Sisters of Mercy        | Milosrdné sestry      | Fred Gerber              | námět: Robert Palm a René Balcer scénář: René Balcer                                          | 3. března 1992     | 27. ledna 2009 |
| 40           | 18        | Cradle to Grave         | Od kolébky do hrobu   | James Frawley            | Robert Nathan a Sally Nemeth                                                                  | 31. března 1992    | 28. ledna 2009 |
| 41           | 19        | The Fertile Fields      | Peníze nesmrdí        | Ed Sherin                | Michael S. Chernuchin a René Balcer                                                           | 7. dubna 1992      | 29. ledna 2009 |
| 42           | 20        | Intolerance             | Nesnášenlivost        | Steven Robman            | Robert Nathan a Sally Nemeth                                                                  | 14. dubna 1992     | 30. ledna 2009 |
| 43           | 21        | Silence                 | Cena za mlčení        | Ed Sherin                | námět: René Balcer a Michael Duggan scénář: René Balcer a Michael S. Chernuchin               | 28. dubna 1992     | 2. února 2009  |
| 44           | 22        | The Working Stiff       | Boží mlýny            | Daniel Sackheim          | námět: William N. Fordes a Robert Palm scénář: Robert Palm                                    | 12. května 1992    | 3. února 2009  |

### Třetí řada (1992–1993)
| Č. v seriálu | Č. v řadě | Původní název      | Český název          | Režie            | Scénář                                                                              | Premiéra v USA     | Premiéra v ČR  |
| ------------ | --------- | ------------------ | -------------------- | ---------------- | ----------------------------------------------------------------------------------- | ------------------ | -------------- |
| 45           | 1         | Skin Deep          | Pomsta modelky       | Daniel Sackheim  | Robert Nathan a Gordon Rayfield                                                     | 23. září 1992      | 4. února 2009  |
| 46           | 2         | Conspiracy         | Konspirace           | Ed Sherin        | Michael S. Chernuchin a René Balcer                                                 | 30. září 1992      | 5. února 2009  |
| 47           | 3         | Forgiveness        | Shovívavost          | Bill D'Elia      | námět: Robert Nathan a Ed Zuckerman scénář: Ed Zuckerman                            | 7. října 1992      | 6. února 2009  |
| 48           | 4         | The Corporate Veil | Rezavé srdce         | Don Scardino     | Michael S. Chernuchin a Joe Morgenstern                                             | 14. října 1992     | 9. února 2009  |
| 49           | 5         | Wedded Bliss       | Společné blues       | Vern Gillum      | Robert Nathan a Edward Pomerantz                                                    | 21. října 1992     | 10. února 2009 |
| 50           | 6         | Helpless           | Bezmoc               | James Frawley    | Michael S. Chernuchin a Christine Roum                                              | 4. listopadu 1992  | 11. února 2009 |
| 51           | 7         | Self-Defense       | Sebeobrana           | Ed Sherin        | René Balcer a Hall Powell                                                           | 11. listopadu 1992 | 12. února 2009 |
| 52           | 8         | Prince of Darkness | Princ temnot         | Gilbert Shilton  | Robert Nathan a William N. Fordes                                                   | 18. listopadu 1992 | 13. února 2009 |
| 53           | 9         | Point of View      | Zdání klame          | Gilbert Moses    | Walon Green a René Balcer                                                           | 25. listopadu 1992 | 16. února 2009 |
| 54           | 10        | Consultation       | Konzultace           | James Hayman     | Matt Kiene a Joseph Reinkemeyer                                                     | 9. prosince 1992   | 17. února 2009 |
| 55           | 11        | Extended Family    | Velká rodina         | Charles Correll  | námět: Wendell Rawls scénář: Wendell Rawls a Robert Nathan                          | 6. ledna 1993      | 18. února 2009 |
| 56           | 12        | Right to Counsel   | Právo na advokáta    | James Frawley    | Michael S. Chernuchin a Barry M. Schkolnick                                         | 13. ledna 1993     | 19. února 2009 |
| 57           | 13        | Night and Fog      | Noc a mlha           | Ed Sherin        | Michael S. Chernuchin a René Balcer                                                 | 3. února 1993      | 20. února 2009 |
| 58           | 14        | Promises to Keep   | Daný slib            | Ed Sherin        | námět: William N. Fordes a Douglas Stark scénář: Robert Nathan a Joshua Stern       | 10. února 1993     | 23. února 2009 |
| 59           | 15        | Mother Love        | Mateřská láska       | Daniel Sackheim  | námět: Walon Green a Robert Nathan scénář: Robert Nathan                            | 24. února 1993     | 24. února 2009 |
| 60           | 16        | Jurisdiction       | Podivná spravedlnost | Bruce Seth Green | Walon Green a René Balcer                                                           | 3. března 1993     | 25. února 2009 |
| 61           | 17        | Conduct Unbecoming | Kozel zahradníkem    | Arthur W. Forney | námět: Walon Green a Peter S. Greenberg scénář: Michael S. Chernuchin a René Balcer | 10. března 1993    | 26. února 2009 |
| 62           | 18        | Animal Instinct    | Prvotní instinkt     | Ed Sherin        | Michael S. Chernuchin a Sibyl Gardner                                               | 17. března 1993    | 27. února 2009 |
| 63           | 19        | Virus              | Virus                | Steven Robman    | Michael S. Chernuchin a René Balcer                                                 | 21. dubna 1993     | 2. března 2009 |
| 64           | 20        | Securitate         | Bezpečnost           | James Hayman     | Matt Kiene a Joe Reinkemeyer                                                        | 5. května 1993     | 3. března 2009 |
| 65           | 21        | Manhood            | Chlapáci             | Ed Sherin        | námět: Walon Green a Robert Nathan scénář: Robert Nathan                            | 12. května 1993    | 4. března 2009 |
| 66           | 22        | Benevolence        | Hluché stopy         | Ed Sherin        | námět: Douglas Palau scénář: René Balcer a Douglas Palau                            | 19. května 1993    | 5. března 2009 |

### Čtvrtá řada (1993–1994)
| Č. v seriálu | Č. v řadě | Původní název            | Český název              | Režie              | Scénář                                                                                 | Premiéra v USA     | Premiéra v ČR   |
| ------------ | --------- | ------------------------ | ------------------------ | ------------------ | -------------------------------------------------------------------------------------- | ------------------ | --------------- |
| 67           | 1         | Sweeps                   | Špína                    | James Frawley      | Craig McNeer a Robert Nathan                                                           | 15. září 1993      | 6. března 2009  |
| 68           | 2         | Volunteers               | Dobrovolníci             | James Quinn        | René Balcer                                                                            | 29. září 1993      | 9. března 2009  |
| 69           | 3         | Discord                  | Falešný akord            | Ed Sherin          | Michael S. Chernuchin                                                                  | 6. října 1993      | 10. března 2009 |
| 70           | 4         | Profile                  | Profil vraha             | E.W. Swackhamer    | námět: Gordon Rayfield scénář: Gordon Rayfield a Ed Zuckerman                          | 13. října 1993     | 11. března 2009 |
| 71           | 5         | Black Tie                | Černá vdova              | Arthur W. Forney   | Walon Green a Michael S. Chernuchin                                                    | 20. října 1993     | 12. března 2009 |
| 72           | 6         | Pride and Joy            | Pýcha a úspěch           | Gilbert Shilton    | Edward Pomerantz a Robert Nathan                                                       | 27. října 1993     | 13. března 2009 |
| 73           | 7         | Apocrypha                | Falešný prorok           | Gabrielle Beaumont | Michael S. Chernuchin                                                                  | 3. listopadu 1993  | 16. března 2009 |
| 74           | 8         | American Dream           | Americký sen             | Constantine Makris | Sibyl Gardner                                                                          | 9. listopadu 1993  | 17. března 2009 |
| 75           | 9         | Born Bad                 | Rostl pro šibenici       | Fred Gerber        | Michael S. Chernuchin a Sally Nemeth                                                   | 16. listopadu 1993 | 18. března 2009 |
| 76           | 10        | The Pursuit of Happiness | Právo na štěstí na dosah | Dann Florek        | Morgan Gendel a Robert Nathan                                                          | 1. prosince 1993   | 19. března 2009 |
| 77           | 11        | Golden Years             | Zlatá léta               | Helaine Head       | námět: Doug Palau scénář: Doug Palau a Ed Zuckerman                                    | 5. ledna 1994      | 20. března 2009 |
| 78           | 12        | Snatched                 | Lapený lapka             | Constantine Makris | Walon Green a René Balcer                                                              | 12. ledna 1994     | 23. března 2009 |
| 79           | 13        | Breeder                  | Plodnice                 | Arthur W. Forney   | Michael S. Chernuchin a René Balcer                                                    | 19. ledna 1994     | 24. března 2009 |
| 80           | 14        | Censure                  | Vlk mezi beránky         | Ed Sherin          | William N. Fordes                                                                      | 2. února 1994      | 25. března 2009 |
| 81           | 15        | Kids                     | Děti                     | Don Scardino       | Michael Harbert a Robert Nathan                                                        | 9. února 1994      | 26. března 2009 |
| 82           | 16        | Big Bang                 | Velký třesk              | Dann Florek        | Ed Zuckerman                                                                           | 2. března 1994     | 27. března 2009 |
| 83           | 17        | Mayhem                   | Paseka                   | James Quinn        | námět: Michael S. Chernuchin a Walon Green scénář: Michael S. Chernuchin a René Balcer | 9. března 1994     | 30. března 2009 |
| 84           | 18        | Wager                    | Hráč                     | Ed Sherin          | námět: Michael S. Chernuchin a Harvey Solomon scénář: Kevin Arkadie a Harvey Solomon   | 30. března 1994    | 31. března 2009 |
| 85           | 19        | Sanctuary                | Útočiště                 | Arthur W. Forney   | Michael S. Chernuchin a William N. Fordes                                              | 13. dubna 1994     | 1. dubna 2009   |
| 86           | 20        | Nurture                  | Výchova                  | Jace Alexander     | Paris Qualles a Ed Zuckerman                                                           | 4. května 1994     | 2. dubna 2009   |
| 87           | 21        | Doubles                  | Dvojhra                  | Ed Sherin          | Michael S. Chernuchin a René Balcer                                                    | 18. května 1994    | 3. dubna 2009   |
| 88           | 22        | Old Friends              | Staří přátelé            | James Quinn        | námět: Robert Nathan a Joshua Stern scénář: Joshua Stern                               | 25. května 1994    | 6. dubna 2009   |

### Pátá řada (1994–1995)
| Č. v seriálu | Č. v řadě | Původní název     | Český název          | Režie               | Scénář                                                                          | Premiéra v USA     | Premiéra v ČR   |
| ------------ | --------- | ----------------- | -------------------- | ------------------- | ------------------------------------------------------------------------------- | ------------------ | --------------- |
| 89           | 1         | Second Opinion    | Alternativní léčba   | Ed Sherin           | Michael S. Chernuchin a Jeremy R. Littman                                       | 21. září 1994      | 7. dubna 2009   |
| 90           | 2         | Coma              | Beznadějný případ    | Jace Alexander      | Ed Zuckerman                                                                    | 28. září 1994      | 8. dubna 2009   |
| 91           | 3         | Blue Bamboo       | Dobrá herečka        | Don Scardino        | námět: René Balcer a Hall Powell scénář: René Balcer a Morgan Gendel            | 5. října 1994      | 9. dubna 2009   |
| 92           | 4         | Family Values     | Rodina především     | Constantine Makris  | René Balcer a William N. Fordes                                                 | 12. října 1994     | 10. dubna 2009  |
| 93           | 5         | White Rabbit      | Zapomenutý případ    | Steven Robman       | Ed Zuckerman a Morgan Gendel                                                    | 19. října 1994     | 14. dubna 2009  |
| 94           | 6         | Competence        | Způsobilost          | Fred Gerber         | Michael S. Chernuchin a Mark B. Perry                                           | 2. listopadu 1994  | 15. dubna 2009  |
| 95           | 7         | Precious          | Děti především       | Constantine Makris  | René Balcer a I.C. Rapoport                                                     | 9. listopadu 1994  | 16. dubna 2009  |
| 96           | 8         | Virtue            | Morálka mocných      | Martha Mitchell     | Mark B. Perry a Jeremy R. Littman                                               | 23. listopadu 1994 | 17. dubna 2009  |
| 97           | 9         | Scoundrels        | Podvodníci           | Marc Laub           | Ed Zuckerman a Charles C. Mann                                                  | 30. listopadu 1994 | 20. dubna 2009  |
| 98           | 10        | House Counsel     | Podnikový právník    | James Quinn         | Michael S. Chernuchin a Barry M. Schkolnick                                     | 4. ledna 1995      | 21. dubna 2009  |
| 99           | 11        | Guardian          | Ochránce             | Christopher Misiano | námět: René Balcer a Brad Markowitz scénář: René Balcer a William N. Fordes     | 11. ledna 1995     | 22. dubna 2009  |
| 100          | 12        | Progeny           | Boží spravedlnost    | Don Scardino        | námět: Morgan Gendel a Mark B. Perry scénář: Ed Zuckerman a Morgan Gendel       | 25. ledna 1995     | 23. dubna 2009  |
| 101          | 13        | Rage              | Diskriminace         | Arthur W. Forney    | Michael S. Chernuchin                                                           | 1. února 1995      | 24. dubna 2009  |
| 102          | 14        | Performance       | Školní klub          | Martha Mitchell     | námět: René Balcer a Jeremy R. Littman scénář: Ed Zuckerman a Jeremy R. Littman | 8. února 1995      | 27. dubna 2009  |
| 103          | 15        | Seed              | Doktor vám pomůže    | Don Scardino        | Michael S. Chernuchin a Janis Diamond                                           | 15. února 1995     | 28. dubna 2009  |
| 104          | 16        | Wannabe           | Spolužáci            | Lewis H. Gould      | René Balcer a I.C. Rapoport                                                     | 15. března 1995    | 29. dubna 2009  |
| 105          | 17        | Act of God        | Zmýlená neplatí      | Constantine Makris  | Ed Zuckerman a Walter Dallenbach                                                | 22. března 1995    | 30. dubna 2009  |
| 106          | 18        | Privileged        | Hypnóza              | Vincent Misiano     | Jeremy R. Littman a Suzanne O'Malley                                            | 5. dubna 1995      | 4. května 2009  |
| 107          | 19        | Cruel and Unusual | Krutá léčba          | Matthew Penn        | René Balcer a Michael S. Chernuchin                                             | 19. dubna 1995     | 5. května 2009  |
| 108          | 20        | Bad Faith         | Pocit viny           | Dann Florek         | René Balcer                                                                     | 26. dubna 1995     | 6. května 2009  |
| 109          | 21        | Purple Heart      | Purpurové srdce      | Arthur W. Forney    | Morgan Gendel a William N. Fordes                                               | 3. května 1995     | 7. května 2009  |
| 110          | 22        | Switch            | Rozdvojení osobnosti | Christopher Misiano | Jeremy R. Littman a Sibyl Gardner                                               | 17. května 1995    | 11. května 2009 |
| 111          | 23        | Pride             | Není spravedlnost    | Ed Sherin           | Ed Zuckerman a Gene Ritchings                                                   | 24. května 1995    | 12. května 2009 |

### Šestá řada (1995–1996)
| Č. v seriálu | Č. v řadě | Původní název  | Český název | Režie               | Scénář                                                                                         | Premiéra v USA     | Premiéra v ČR |
| ------------ | --------- | -------------- | ----------- | ------------------- | ---------------------------------------------------------------------------------------------- | ------------------ | ------------- |
| 112          | 1         | Bitter Fruit   |             | Constantine Makris  | René Balcer a Jeremy R. Littman                                                                | 20. září 1995      |               |
| 113          | 2         | Rebels         |             | Ed Sherin           | námět: Suzanne O'Malley scénář: Ed Zuckerman a Suzanne O'Malley                                | 27. září 1995      |               |
| 114          | 3         | Savages        |             | Jace Alexander      | Morgan Gendal, Barry M. Schkolnick a Michael S. Chernuchin                                     | 18. října 1995     |               |
| 115          | 4         | Jeopardy       |             | Christopher Misiano | René Balcer a Jeremy R. Littman                                                                | 1. listopadu 1995  |               |
| 116          | 5         | Hot Pursuit    |             | Lewis H. Gould      | Ed Zuckerman a Morgan Gendel                                                                   | 8. listopadu 1995  |               |
| 117          | 6         | Paranoia       |             | Fred Gerber         | Michael S. Chernuchin                                                                          | 15. listopadu 1995 |               |
| 118          | 7         | Humiliation    |             | Matthew Penn        | Michael S. Chernuchin a Barry M. Schkolnick                                                    | 22. listopadu 1995 |               |
| 119          | 8         | Angel          |             | Arthur W. Forney    | Michael S. Chernuchin a Janis Diamond                                                          | 29. listopadu 1995 |               |
| 120          | 9         | Blood Libel    |             | Constantine Makris  | námět: René Balcer a I.C. Rapoport scénář: I.C. Rapoport                                       | 3. ledna 1996      |               |
| 121          | 10        | Remand         |             | Jace Alexander      | René Balcer a Elaine Loeser                                                                    | 10. ledna 1996     |               |
| 122          | 11        | Corpus Delicti |             | Christopher Misiano | Ed Zuckerman a Barry M. Schkolnick                                                             | 17. ledna 1996     |               |
| 123          | 12        | Trophy         |             | Martha Mitchell     | námět: Jeremy R. Littman a Ed Zuckerman scénář: Jeremy R. Littman                              | 31. ledna 1996     |               |
| 124          | 13        | Charm City     |             | Ed Sherin           | Michael S. Chernuchin a Jorge Zamacona                                                         | 7. února 1996      |               |
| 125          | 14        | Custody        |             | Constantine Makris  | námět: René Balcer a Morgan Gendel scénář: Morgan Gendel                                       | 21. února 1996     |               |
| 126          | 15        | Encore         |             | Matthew Penn        | Ed Zuckerman a Jeremy R. Littman                                                               | 28. února 1996     |               |
| 127          | 16        | Savior         |             | David Platt         | Michael S. Chernuchin a Barry M. Schkolnick                                                    | 13. března 1996    |               |
| 128          | 17        | Deceit         |             | Vincent Misiano     | René Balcer a Eddie Feldmann                                                                   | 27. března 1996    |               |
| 129          | 18        | Atonement      |             | Martha Mitchell     | námět: Ed Zuckerman a Morgan Gendel scénář: Morgan Gendel                                      | 10. dubna 1996     |               |
| 130          | 19        | Slave          |             | Jace Alexander      | René Balcer a Elaine Loeser                                                                    | 21. dubna 1996     |               |
| 131          | 20        | Girlfriends    |             | Christopher Misiano | námět: Ed Zuckerman a Jeremy R. Littman scénář: Ed Zuckerman a Suzanne O'Malley                | 1. května 1996     |               |
| 132          | 21        | Pro Se         |             | Lewis H. Gould      | René Balcer a I.C. Rapoport                                                                    | 8. května 1996     |               |
| 133          | 22        | Homesick       |             | Matthew Penn        | námět: Michael S. Chernuchin a Barry M. Schkolnick scénář: Barry M. Schkolnick a Elaine Loeser | 15. května 1996    |               |
| 134          | 23        | Aftershock     |             | Martha Mitchell     | námět: Michael S. Chernuchin a Janis Diamond scénář: Janis Diamond                             | 22. května 1996    |               |

### Sedmá řada (1996–1997)
| Č. v seriálu | Č. v řadě | Původní název   | Český název | Režie               | Scénář                                                                             | Premiéra v USA     | Premiéra v ČR |
| ------------ | --------- | --------------- | ----------- | ------------------- | ---------------------------------------------------------------------------------- | ------------------ | ------------- |
| 135          | 1         | Causa Mortis    |             | Ed Sherin           | René Balcer                                                                        | 18. září 1996      |               |
| 136          | 2         | I.D.            |             | Constantine Makris  | Ed Zuckerman                                                                       | 25. září 1996      |               |
| 137          | 3         | Good Girl       |             | Jace Alexander      | Jeremy R. Littman                                                                  | 2. října 1996      |               |
| 138          | 4         | Survivor        |             | Vincent Misiano     | Barry M. Schkolnick                                                                | 23. října 1996     |               |
| 139          | 5         | Corruption      |             | Matthew Penn        | námět: René Balcer a Gardner Stern scénář: Gardner Stern                           | 30. října 1996     |               |
| 140          | 6         | Double Blind    |             | Christopher Misiano | Jeremy R. Littman a William N. Fordes                                              | 6. listopadu 1996  |               |
| 141          | 7         | Deadbeat        |             | Constantine Makris  | Ed Zuckerman a I.C. Rapoport                                                       | 13. listopadu 1996 |               |
| 142          | 8         | Family Business |             | Lewis H. Gould      | Gardner Stern a Barry M. Schkolnick                                                | 20. listopadu 1996 |               |
| 143          | 9         | Entrapment      |             | Matthew Penn        | René Balcer a Richard Sweren                                                       | 2. ledna 1997      |               |
| 144          | 10        | Legacy          |             | Brian Mertes        | Ed Zuckerman a Jeremy R. Littman                                                   | 15. ledna 1997     |               |
| 145          | 11        | Menace          |             | Constantine Makris  | námět: Barry M. Schkolnick a I.C. Rapoport scénář: I.C. Rapoport                   | 5. února 1997      |               |
| 146          | 12        | Barter          |             | Dan Karlok          | René Balcer a Eddie Feldmann                                                       | 12. února 1997     |               |
| 147          | 13        | Matrimony       |             | Lewis H. Gould      | Ed Zuckerman a Richard Sweren                                                      | 19. února 1997     |               |
| 148          | 14        | Working Mom     |             | Jace Alexander      | Jeremy R. Littman a I.C. Rapoport                                                  | 26. února 1997     |               |
| 149          | 15        | D-Girl          |             | Ed Sherin           | René Balcer, Ed Zuckerman a Gardner Stern                                          | 13. března 1997    |               |
| 150          | 16        | Turnaround      |             | Ed Sherin           | René Balcer, Ed Zuckerman a Gardner Stern                                          | 20. března 1997    |               |
| 151          | 17        | Showtime        |             | Ed Sherin           | René Balcer, Ed Zuckerman a Gardner Stern                                          | 27. března 1997    |               |
| 152          | 18        | Mad Dog         |             | Christopher Misiano | René Balcer                                                                        | 2. dubna 1997      |               |
| 153          | 19        | Double Down     |             | Arthur W. Forney    | námět: Richard Sweren a Shimon Wincelberg scénář: Ed Zuckerman a Shimon Wincelberg | 16. dubna 1997     |               |
| 154          | 20        | We Like Mike    |             | David Platt         | Gardner Stern a I.C. Rapoport                                                      | 30. dubna 1997     |               |
| 155          | 21        | Passion         |             | Constantine Makris  | námět: Barry M. Schkolnick a Richard Sweren scénář: Barry M. Schkolnick            | 7. května 1997     |               |
| 156          | 22        | Past Imperfect  |             | Christopher Misiano | Janis Diamond                                                                      | 14. května 1997    |               |
| 157          | 23        | Terminal        |             | Constantine Makris  | René Balcer a Ed Zuckerman                                                         | 21. května 1997    |               |

### Osmá řada (1997–1998)
| Č. v seriálu | Č. v řadě | Původní název       | Český název | Režie               | Scénář                                                     | Premiéra v USA     | Premiéra v ČR |
| ------------ | --------- | ------------------- | ----------- | ------------------- | ---------------------------------------------------------- | ------------------ | ------------- |
| 158          | 1         | Thrill              |             | Martha Mitchell     | René Balcer                                                | 24. září 1997      |               |
| 159          | 2         | Denial              |             | Christopher Misiano | námět: David Shore a René Balcer scénář: David Shore       | 8. října 1997      |               |
| 160          | 3         | Navy Blues          |             | Jace Alexander      | námět: Dick Wolf a Kathy McCormick scénář: Kathy McCormick | 15. října 1997     |               |
| 161          | 4         | Harvest             |             | Matthew Penn        | námět: I.C. Rapoport a René Balcer scénář: I.C. Rapoport   | 29. října 1997     |               |
| 162          | 5         | Nullification       |             | Constantine Makris  | David Black                                                | 5. listopadu 1997  |               |
| 163          | 6         | Baby, It's You      |             | Ed Sherin           | Jorge Zamacona                                             | 12. listopadu 1997 |               |
| 164          | 7         | Blood               |             | Jace Alexander      | námět: René Balcer a Craig Tepper scénář: Craig Tepper     | 19. listopadu 1997 |               |
| 165          | 8         | Shadow              |             | Matthew Penn        | Richard Sweren                                             | 26. listopadu 1997 |               |
| 166          | 9         | Burned              |             | Constantine Makris  | Siobhan Byrne                                              | 10. prosince 1997  |               |
| 167          | 10        | Ritual              |             | Brian Mertes        | Kathy McCormick a Richard Sweren                           | 17. prosince 1997  |               |
| 168          | 11        | Under the Influence |             | Adam Davidson       | René Balcer                                                | 7. ledna 1998      |               |
| 169          | 12        | Expert              |             | Lewis H. Gould      | David Shore a I.C. Rapoport                                | 21. ledna 1998     |               |
| 170          | 13        | Castoff             |             | Gloria Muzio        | David Black a Harold Schechter                             | 28. ledna 1998     |               |
| 171          | 14        | Grief               |             | Christopher Misiano | Suzanne Oshry                                              | 4. února 1998      |               |
| 172          | 15        | Faccia a Faccia     |             | Martha Mitchell     | René Balcer a Eddie Feldmann                               | 25. února 1998     |               |
| 173          | 16        | Divorce             |             | Constantine Makris  | Barry M. Schkolnick                                        | 4. března 1998     |               |
| 174          | 17        | Carrier             |             | J. Ranelli          | David Black                                                | 1. dubna 1998      |               |
| 175          | 18        | Stalker             |             | Richard Dobbs       | Kathy McCormick                                            | 15. dubna 1998     |               |
| 176          | 19        | Disappeared         |             | David Platt         | Richard Sweren a William N. Fordes                         | 22. dubna 1998     |               |
| 177          | 20        | Burden              |             | Constantine Makris  | David Shore a I.C. Rapoport                                | 24. dubna 1998     |               |
| 178          | 21        | Bad Girl            |             | Jace Alexander      | René Balcer a Richard Sweren                               | 29. dubna 1998     |               |
| 179          | 22        | Damaged             |             | Constantine Makris  | Janis Diamond                                              | 6. května 1998     |               |
| 180          | 23        | Tabloid             |             | Brian Mertes        | námět: David Black a Alec Baldwin scénář: David Black      | 13. května 1998    |               |
| 181          | 24        | Monster             |             | Ed Sherin           | René Balcer a Richard Sweren                               | 20. května 1998    |               |

### Devátá řada (1998–1999)
| Č. v seriálu | Č. v řadě | Původní název    | Český název      | Režie               | Scénář                                                                              | Premiéra v USA     | Premiéra v ČR |
| ------------ | --------- | ---------------- | ---------------- | ------------------- | ----------------------------------------------------------------------------------- | ------------------ | ------------- |
| 182          | 1         | Cherished        | Adopce           | Ed Sherin           | námět: Carl Nelson, Scott Tobin a Kathy McCormick scénář: Kathy McCormick           | 23. září 1998      |               |
| 183          | 2         | DWB              | Rasismus         | Constantine Makris  | René Balcer                                                                         | 7. října 1998      |               |
| 184          | 3         | Bait             | Návnada          | Lewis H. Gould      | námět: David Shore a I.C. Rapoport scénář: David Shore                              | 14. října 1998     |               |
| 185          | 4         | Flight           | Útěk             | David Platt         | Richard Sweren a William N. Fordes                                                  | 21. října 1998     |               |
| 186          | 5         | Agony            | Agonie           | Constantine Makris  | Kathy McCormick                                                                     | 4. listopadu 1998  |               |
| 187          | 6         | Scrambled        | Míchaná vajíčka  | Martha Mitchell     | námět: Judith Hooper a Dick Teresi scénář: Ed Zuckerman                             | 11. listopadu 1998 |               |
| 188          | 7         | Venom            | Zlost            | Jace Alexander      | námět: David Shore a I.C. Rapoport scénář: I.C. Rapoport                            | 18. listopadu 1998 |               |
| 189          | 8         | Punk             | Grázl            | Matthew Penn        | námět: Richard Sweren a Matt Witten scénář: Matt Witten                             | 25. listopadu 1998 |               |
| 190          | 9         | True North       | Pravý sever      | Arthur W. Forney    | Ed Zuckerman                                                                        | 9. prosince 1998   |               |
| 191          | 10        | Hate             | Nenávist         | Constantine Makris  | René Balcer                                                                         | 6. ledna 1999      |               |
| 192          | 11        | Ramparts         | Barikády         | Matthew Penn        | Kathy McCormick a Lynne Litt                                                        | 13. ledna 1999     |               |
| 193          | 12        | Haven            | Útočiště         | David Platt         | David Shore a I.C. Rapoport                                                         | 10. února 1999     |               |
| 194          | 13        | Hunters          | Lovci            | Richard Dobbs       | námět: William N. Fordes a Gerry Conway scénář: Gerry Conway                        | 10. února 1999     |               |
| 195          | 14        | Sideshow         | Vedlejší událost | Ed Sherin           | René Balcer                                                                         | 17. února 1999     |               |
| 196          | 15        | Disciple         | Učednice         | Martha Mitchell     | námět: Kathy McCormick a Lynne Litt scénář: Richard Sweren a Lynne Litt             | 24. února 1999     |               |
| 197          | 16        | Harm             | Ublížení         | Richard Dobbs       | René Balcer a Eddie Feldmann                                                        | 3. března 1999     |               |
| 198          | 17        | Shield           | Štít             | Stephen Wertimer    | námět: David Shore a I.C. Rapoport scénář: David Shore, I.C. Rapoport a René Balcer | 24. března 1999    |               |
| 199          | 18        | Juvenile         | Mladistvý        | Lewis H. Gould      | Richard Sweren a Lynne Litt                                                         | 14. dubna 1999     |               |
| 200          | 19        | Tabula Rasa      | Tabula Rasa      | Richard Dobbs       | Kathy McCormick a William N. Fordes                                                 | 21. dubna 1999     |               |
| 201          | 20        | Empire           | Říše             | Matthew Penn        | námět: René Balcer a Robert Palm scénář: Robert Palm                                | 5. května 1999     |               |
| 202          | 21        | Ambitious        | Ctižádostivost   | Christopher Misiano | námět: Richard Sweren a Barry M. Schkolnick scénář: Barry M. Schkolnick             | 12. května 1999    |               |
| 203          | 22        | Admissions       | Přiznání         | Jace Alexander      | námět: William N. Fordes a Lynne E. Litt scénář: Kathy McCormick a Lynne E. Litt    | 19. května 1999    |               |
| 204          | 23        | Refuge (Part I)  | Úkryt (1. část)  | Constantine Makris  | René Balcer                                                                         | 26. května 1999    |               |
| 205          | 24        | Refuge (Part II) | Úkryt (2. část)  | Constantine Makris  | René Balcer                                                                         | 26. května 1999    |               |

### Desátá řada (1999–2000)
| Č. v seriálu | Č. v řadě | Původní název         | Český název          | Režie               | Scénář                                                                      | Premiéra v USA     | Premiéra v ČR |
| ------------ | --------- | --------------------- | -------------------- | ------------------- | --------------------------------------------------------------------------- | ------------------ | ------------- |
| 206          | 1         | Gunshow               | Přehlídka zbraní     | Ed Sherin           | René Balcer                                                                 | 22. září 1999      |               |
| 207          | 2         | Killerz               | Mrtvola za pár babek | Constantine Makris  | Richard Sweren                                                              | 29. září 1999      |               |
| 208          | 3         | DNR                   | Neoživovat           | David Platt         | námět: William N. Fordes scénář: Kathy McCormick                            | 6. října 1999      |               |
| 209          | 4         | Merger                | Hříšní andílci       | Stephen Wertimer    | Lynn Mamet                                                                  | 13. října 1999     |               |
| 210          | 5         | Justice               | Spravedlnost         | Matthew Penn        | námět: William N. Fordes a Gerry Conway scénář: Gerry Conway                | 10. listopadu 1999 |               |
| 211          | 6         | Marathon              | Dlouhá cesta k cíli  | Jace Alexander      | Richard Sweren a Matt Witten                                                | 17. listopadu 1999 |               |
| 212          | 7         | Patsy                 | Obětní beránek       | David Platt         | 'René Balcer a Lynne E. Litt                                                | 24. listopadu 1999 |               |
| 213          | 8         | Blood Money           | Krvavé peníze        | Matthew Penn        | Barry Schindel                                                              | 1. prosince 1999   |               |
| 214          | 9         | Sundown               | Západ slunce         | Jace Alexander      | námět: William N. Fordes a Krista Vernoff scénář: Krista Vernoff            | 15. prosince 1999  |               |
| 215          | 10        | Loco Parentis         | Rodičovská láska     | Constantine Makris  | Richard Sweren a Matt Witten                                                | 5. ledna 2000      |               |
| 216          | 11        | Collision             | Kolize               | David Platt         | námět: William N. Fordes a Gerry Conway scénář: Gerry Conway                | 26. ledna 2000     |               |
| 217          | 12        | Mother's Milk         | Mateřské mléko       | Richard Dobbs       | Lynn Mamet a Barry Schindel                                                 | 9. února 2000      |               |
| 218          | 13        | Panic                 | Panika               | Constantine Makris  | námět: Kathy McCormick a Matt Witten scénář: William N. Fordes a Lynn Mamet | 16. února 2000     |               |
| 219          | 14        | Entitled              | Rodinný odkaz        | Ed Sherin           | námět: Dick Wolf, René Balcer a Robert Palm scénář: Richard Sweren          | 18. února 2000     |               |
| 220          | 15        | Fools for Love        | Láska až za hrob     | Christopher Misiano | Kathy McCormick a Lynne E. Litt                                             | 23. února 2000     |               |
| 221          | 16        | Trade This            | Vražda na burze      | Jace Alexander      | námět: René Balcer a Barry Schindel scénář: Barry Schindel                  | 1. března 2000     |               |
| 222          | 17        | Black, White and Blue |                      | Constantine Makris  | námět: Richard Sweren a Lynne E. Litt scénář: Lynne E. Litt a Matt Witten   | 22. března 2000    |               |
| 223          | 18        | Mega                  | Sekta                | David Platt         | Lynn Mamet                                                                  | 5. dubna 2000      |               |
| 224          | 19        | Surrender Dorothy     | Oddaná manželka      | Martha Mitchell     | Barry Schindel a Matt Witten                                                | 26. dubna 2000     |               |
| 225          | 20        | Untitled              |                      | Jace Alexander      | námět: Richard Sweren a Barry M. Schkolnick scénář: Barry M. Schkolnick     | 3. května 2000     |               |
| 226          | 21        | Narcosis              |                      | Constantine Makris  | Kathy McCormick a Lynne E. Litt                                             | 10. května 2000    |               |
| 227          | 22        | High a Low            |                      | Richard Dobbs       | námět: William N. Fordes a Gerry Conway scénář: Gerry Conway                | 17. května 2000    |               |
| 228          | 23        | Stiff                 |                      | Jace Alexander      | námět: René Balcer a Hall Powell scénář: Hall Powell                        | 24. května 2000    |               |
| 229          | 24        | Vaya Con Dios         |                      | Christopher Misiano | René Balcer a Richard Sweren                                                | 24. května 2000    |               |

### Jedenáctá řada (2000–2001)
| Č. v seriálu | Č. v řadě | Původní název                 | Český název | Režie              | Scénář                                                       | Premiéra v USA     | Premiéra v ČR |
| ------------ | --------- | ----------------------------- | ----------- | ------------------ | ------------------------------------------------------------ | ------------------ | ------------- |
| 230          | 1         | Endurance                     |             | Constantine Makris | Matt Witten                                                  | 18. října 2000     |               |
| 231          | 2         | Turnstile Justice             |             | Richard Dobbs      | Barry Schindel                                               | 25. října 2000     |               |
| 232          | 3         | Dissonance                    |             | Lewis H. Gould     | Wendy Battles                                                | 1. listopadu 2000  |               |
| 233          | 4         | Standoff                      |             | Jace Alexander     | P.K. Todd                                                    | 8. listopadu 2000  |               |
| 234          | 5         | Return                        |             | Stephen Wertimer   | Aaron Zelman                                                 | 15. listopadu 2000 |               |
| 235          | 6         | Burn Baby Burn                |             | David Platt        | Richard Sweren                                               | 22. listopadu 2000 |               |
| 236          | 7         | Amends                        |             | Matthew Penn       | William N. Fordes                                            | 29. listopadu 2000 |               |
| 237          | 8         | Thin Ice                      |             | Jace Alexander     | námět: Bernard Goldberg scénář: Barry Schindel a Matt Witten | 20. prosince 2000  |               |
| 238          | 9         | Hubris                        |             | Constantine Makris | Kathy McCormick a Wendy Battles                              | 10. ledna 2001     |               |
| 239          | 10        | Whose Monkey Is It Anyway?    |             | Vincent Misiano    | William M. Finkelstein                                       | 17. ledna 2001     |               |
| 240          | 11        | Sunday in the Park with Jorge |             | James Quinn        | William M. Finkelstein                                       | 24. ledna 2001     |               |
| 241          | 12        | Teenage Wasteland             |             | Constantine Makris | Barry Schindel a Aaron Zelman                                | 7. února 2001      |               |
| 242          | 13        | Phobia                        |             | David Platt        | Kathy McCormick a Lynn Mamet a Wendy Battles                 | 14. února 2001     |               |
| 243          | 14        | A Losing Season               |             | Jace Alexander     | Barry Schindel a Wendy Battles                               | 21. února 2001     |               |
| 244          | 15        | Swept Away                    |             | James Quinn        | William M. Finkelstein                                       | 28. února 2001     |               |
| 245          | 16        | Bronx Cheer                   |             | Richard Dobbs      | námět: Richard Sweren a Wendy Battles scénář: Richard Sweren | 14. března 2001    |               |
| 246          | 17        | Ego                           |             | James Quinn        | Wendy Battles                                                | 21. března 2001    |               |
| 247          | 18        | White Lie                     |             | Don Scardino       | Richard Sweren a Aaron Zelman                                | 4. dubna 2001      |               |
| 248          | 19        | Whiplash                      |             | Richard Dobbs      | Matt Witten a Aaron Zelman                                   | 18. dubna 2001     |               |
| 249          | 20        | All My Children               |             | David Platt        | Barry Schindel a Noah Baylin                                 | 2. května 2001     |               |
| 250          | 21        | Brother's Keeper              |             | Constantine Makris | René Balcer a Joe Gannon                                     | 9. května 2001     |               |
| 251          | 22        | School Daze                   |             | Richard Dobbs      | námět: Dick Wolf scénář: Barry Schindel a Eric Overmyer      | 16. května 2001    |               |
| 252          | 23        | Judge Dread                   |             | David Platt        | Richard Sweren a Aaron Zelman                                | 23. května 2001    |               |
| 253          | 24        | Deep Vote                     |             | Jace Alexander     | William N. Fordes a Matt Witten                              | 23. května 2001    |               |

### Dvanáctá řada (2001–2002)
| Č. v seriálu | Č. v řadě | Původní název         | Český název | Režie              | Scénář                                                        | Premiéra v USA     | Premiéra v ČR |
| ------------ | --------- | --------------------- | ----------- | ------------------ | ------------------------------------------------------------- | ------------------ | ------------- |
| 254          | 1         | Who Let the Dogs Out? |             | Don Scardino       | Kathy McCormick a Douglas Stark                               | 26. září 2001      |               |
| 255          | 2         | Armed Forces          |             | Martha Mitchell    | Richard Sweren a Sean Jablonski                               | 3. října 2001      |               |
| 256          | 3         | For Love or Money     |             | Constantine Makris | Wendy Battles a Sean Jablonski                                | 10. října 2001     |               |
| 257          | 4         | Soldier of Fortune    |             | Richard Dobbs      | Barry Schindel                                                | 24. října 2001     |               |
| 258          | 5         | Possession            |             | James Quinn        | Robert Palm                                                   | 31. října 2001     |               |
| 259          | 6         | Formerly Famous       |             | Richard Dobbs      | Wendy Battles a Marc Guggenheim                               | 7. listopadu 2001  |               |
| 260          | 7         | Myth of Fingerprints  |             | David Platt        | námět: Eric Overmyer scénář: Terri Kopp a Aaron Zelman        | 14. listopadu 2001 |               |
| 261          | 8         | The Fire This Time    |             | David Platt        | David Black                                                   | 21. listopadu 2001 |               |
| 262          | 9         | 3 Dawg Night          |             | Stephen Wertimer   | námět: Richard Sweren a Aaron Zelman scénář: Richard Sweren   | 28. listopadu 2001 |               |
| 263          | 10        | Prejudice             |             | Ed Sherin          | Jill Goldsmith                                                | 12. prosince 2001  |               |
| 264          | 11        | The Collar            |             | Matthew Penn       | Richard Sweren                                                | 9. ledna 2002      |               |
| 265          | 12        | Undercovered          |             | Jace Alexander     | Wendy Battles a Noah Baylin                                   | 16. ledna 2002     |               |
| 266          | 13        | DR 1-102              |             | Richard Dobbs      | Marc Guggenheim a Aaron Zelman                                | 30. ledna 2002     |               |
| 267          | 14        | Missing               |             | David Platt        | námět: Barry Schindel scénář: Eric Overmyer a Matt Witten     | 6. února 2002      |               |
| 268          | 15        | Access Nation         |             | Constantine Makris | Sean Jablonski a Terri Kopp                                   | 27. února 2002     |               |
| 269          | 16        | Born Again            |             | Jace Alexander     | námět: William N. Fordes scénář: Jill Goldsmith a Matt Witten | 6. března 2002     |               |
| 270          | 17        | Girl Most Likely      |             | Steve Shill        | Lynn Mamet                                                    | 27. března 2002    |               |
| 271          | 18        | Equal Rights          |             | James Quinn        | Terri Kopp                                                    | 3. dubna 2002      |               |
| 272          | 19        | Slaughter             |             | Constantine Makris | Rob Wright                                                    | 10. dubna 2002     |               |
| 273          | 20        | Dazzled               |             | Lewis H. Gould     | Eric Overmyer a Matt Witten                                   | 24. dubna 2002     |               |
| 274          | 21        | Foul Play             |             | Richard Dobbs      | Stuart Feldman                                                | 1. května 2002     |               |
| 275          | 22        | Attorney Client       |             | Matthew Penn       | Jill Goldsmith                                                | 8. května 2002     |               |
| 276          | 23        | Oxymoron              |             | Constantine Makris | Michael Harbert                                               | 15. května 2002    |               |
| 277          | 24        | Patriot               |             | David Platt        | William N. Fordes a Sean Jablonski                            | 22. května 2002    |               |

### Třináctá řada (2002–2003)
| Č. v seriálu | Č. v řadě | Původní název  | Český název | Režie                            | Scénář                                         | Premiéra v USA     | Premiéra v ČR |
| ------------ | --------- | -------------- | ----------- | -------------------------------- | ---------------------------------------------- | ------------------ | ------------- |
| 278          | 1         | American Jihad |             | Constantine Makris               | Aaron Zelman a Marc Guggenheim                 | 2. října 2002      |               |
| 279          | 2         | Shangri-La     |             | Constantine Makris               | Michael S. Chernuchin                          | 9. října 2002      |               |
| 280          | 3         | True Crime     |             | Martha Mitchell                  | Wendy Battles a Noah Baylin                    | 16. října 2002     |               |
| 281          | 4         | Tragedy on Rye |             | David Platt                      | William N. Fordes                              | 30. října 2002     |               |
| 282          | 5         | The Ring       |             | Richard Dobbs                    | Michael S. Chernuchin                          | 6. listopadu 2002  |               |
| 283          | 6         | Hitman         |             | Richard Dobbs                    | Eric Overmyer                                  | 13. listopadu 2002 |               |
| 284          | 7         | Open Season    |             | Matthew Penn                     | Richard Sweren                                 | 20. listopadu 2002 |               |
| 285          | 8         | Asterisk       |             | Steve Shill                      | Terri Kopp                                     | 27. listopadu 2002 |               |
| 286          | 9         | The Wheel      |             | Richard Dobbs                    | Jill Goldsmith                                 | 11. prosince 2002  |               |
| 287          | 10        | Mother's Day   |             | Jace Alexander                   | Janis Diamond                                  | 8. ledna 2003      |               |
| 288          | 11        | Chosen         |             | Ed Sherin                        | Michael S. Chernuchin                          | 15. ledna 2003     |               |
| 289          | 12        | Under God      |             | Gloria Muzio                     | Marc Guggenheim a Noah Baylin                  | 5. února 2003      |               |
| 290          | 13        | Absentia       |             | Martha Mitchell a Darnell Martin | Eric Overmyer                                  | 12. února 2003     |               |
| 291          | 14        | Star Crossed   |             | David Platt                      | Richard Sweren                                 | 19. února 2003     |               |
| 292          | 15        | Bitch          |             | Constantine Makris               | Michael S. Chernuchin a Roz Weinman            | 26. února 2003     |               |
| 293          | 16        | Suicide Box    |             | Matthew Penn                     | Aaron Zelman                                   | 26. března 2003    |               |
| 294          | 17        | Genius         |             | Jace Alexander                   | William N. Fordes                              | 2. dubna 2003      |               |
| 295          | 18        | Maritime       |             | Gloria Muzio                     | Wendy Battles                                  | 17. dubna 2003     |               |
| 296          | 19        | Seer           |             | James Quinn                      | Jill Goldsmith                                 | 23. dubna 2003     |               |
| 297          | 20        | Kid Pro Quo    |             | David Platt                      | Eric Overmyer a Roz Weinman                    | 30. dubna 2003     |               |
| 298          | 21        | House Calls    |             | Jace Alexander                   | Janis Diamond                                  | 7. května 2003     |               |
| 299          | 22        | Sheltered      |             | Richard Dobbs                    | Terri Kopp                                     | 14. května 2003    |               |
| 300          | 23        | Couples        |             | David Platt                      | Lorenzo Carcaterra                             | 21. května 2003    |               |
| 301          | 24        | Smoke          |             | Constantine Makris               | námět: Dick Wolf scénář: Michael S. Chernuchin | 21. května 2003    |               |

### Čtrnáctá řada (2003–2004)
| Č. v seriálu | Č. v řadě | Původní název              | Český název           | Režie              | Scénář                                                                     | Premiéra v USA     | Premiéra v ČR |
| ------------ | --------- | -------------------------- | --------------------- | ------------------ | -------------------------------------------------------------------------- | ------------------ | ------------- |
| 302          | 1         | Bodies                     | Těla                  | Constantine Makris | námět: Michael S. Chernuchin a William N. Fordes scénář: William N. Fordes | 24. září 2003      |               |
| 303          | 2         | Bounty                     | Odměna                | Matthew Penn       | Michael S. Chernuchin                                                      | 1. října 2003      |               |
| 304          | 3         | Patient Zero               | Pacient nula          | David Platt        | Wendy Battles                                                              | 8. října 2003      |               |
| 305          | 4         | Shrunk                     | Troska                | Jace Alexander     | Richard Sweren                                                             | 22. října 2003     |               |
| 306          | 5         | Blaze                      | V plamenech           | Gloria Muzio       | Marc Guggenheim, Aaron Zelman a Michael S. Chernuchin                      | 29. října 2003     |               |
| 307          | 6         | Identity                   | Identita              | Jace Alexander     | Janis Diamond                                                              | 5. listopadu 2003  |               |
| 308          | 7         | Floater                    | Plaváček              | Richard Dobbs      | Eric Overmyer                                                              | 12. listopadu 2003 |               |
| 309          | 8         | Embedded                   | Oddaný novinář        | Ed Sherin          | Craig Turk                                                                 | 19. listopadu 2003 |               |
| 310          | 9         | Compassion                 | Soucit                | Constantine Makris | Roz Weinman                                                                | 26. listopadu 2003 |               |
| 311          | 10        | Ill-Conceived              | To dítě je mé         | David Platt        | Aaron Zelman, Noah Baylin a Michael S. Chernuchin                          | 3. prosince 2003   |               |
| 312          | 11        | Darwinian                  | Darwinismus           | Jace Alexander     | Marc Guggenheim                                                            | 7. ledna 2004      |               |
| 313          | 12        | Payback                    | Odplata               | Constantine Makris | Lorenzo Carcaterra                                                         | 14. ledna 2004     |               |
| 314          | 13        | Married with Children      | Vztah se závazky      | Richard Dobbs      | Wendy Battles a William N. Fordes                                          | 4. února 2004      |               |
| 315          | 14        | City Hall                  | Vysoká hra            | Gloria Muzio       | Richard Sweren a Marc Guggenheim                                           | 11. února 2004     |               |
| 316          | 15        | Veteran's Day              | Den veteránů          | David Platt        | Noah Baylin                                                                | 18. února 2004     |               |
| 317          | 16        | Can I Get a Witness?       | Svědek                | Don Scardino       | Aaron Zelman                                                               | 25. února 2004     |               |
| 318          | 17        | Hands Free                 | Tajemství             | Gloria Muzio       | Janis Diamond                                                              | 3. března 2004     |               |
| 319          | 18        | Evil Breeds                | Zlé rasy              | Constantine Makris | námět: Barry Schindel a Noah Baylin scénář: Noah Baylin                    | 24. března 2004    |               |
| 320          | 19        | Nowhere Man                | Pan Nikdo             | Martha Mitchell    | William N. Fordes                                                          | 31. března 2004    |               |
| 321          | 20        | Everybody Loves Raimondo's | Raimonda má každý rád | Richard Dobbs      | námět: Richard Sweren a Lorenzo Carcaterra scénář: Lorenzo Carcaterra      | 14. dubna 2004     |               |
| 322          | 21        | Vendetta                   | Vendeta               | David Platt        | námět: Michael S. Chernuchin a David Nahmod scénář: David Nahmod           | 21. dubna 2004     |               |
| 323          | 22        | Gaijin                     | Gaijin                | Jace Alexander     | Wendy Battles                                                              | 28. dubna 2004     |               |
| 324          | 23        | Caviar Emptor              | Obchodník s kaviárem  | Richard Dobbs      | Roz Weinman                                                                | 12. května 2004    |               |
| 325          | 24        | C.O.D.                     | Zásilka               | Matthew Penn       | Richard Sweren a Marc Guggenheim                                           | 19. května 2004    |               |

### Patnáctá řada (2004–2005)
| Č. v seriálu | Č. v řadě | Původní název       | Český název | Režie              | Scénář                                                                                     | Premiéra v USA     | Premiéra v ČR |
| ------------ | --------- | ------------------- | ----------- | ------------------ | ------------------------------------------------------------------------------------------ | ------------------ | ------------- |
| 326          | 1         | Paradigm            |             | Matthew Penn       | námět: Dick Wolf scénář: Richard Sweren                                                    | 22. září 2004      |               |
| 327          | 2         | The Dead Wives Club |             | David Platt        | Nick Santora                                                                               | 22. září 2004      |               |
| 328          | 3         | The Brotherhood     |             | Jean de Segonzac   | námět: Wendy Battles a Alfredo Barrios, Jr. scénář: Alfredo Barrios, Jr.                   | 29. září 2004      |               |
| 329          | 4         | Coming Down Hard    |             | Richard Dobbs      | Davey Holmes                                                                               | 6. října 2004      |               |
| 330          | 5         | Gunplay             |             | Constantine Makris | William N. Fordes a Lois Johnson                                                           | 20. října 2004     |               |
| 331          | 6         | Cut                 |             | Richard Dobbs      | Wendy Battles                                                                              | 27. října 2004     |               |
| 332          | 7         | Gov Love            |             | Michael Pressman   | Richard Sweren a Ross Berger                                                               | 10. listopadu 2004 |               |
| 333          | 8         | Cry Wolf            |             | Don Scardino       | Nick Santora a Lorenzo Carcaterra                                                          | 17. listopadu 2004 |               |
| 334          | 9         | All in the Family   |             | Jace Alexander     | William N. Fordes                                                                          | 24. listopadu 2004 |               |
| 335          | 10        | Enemy               |             | Richard Dobbs      | Alfredo Barrios, Jr.                                                                       | 1. prosince 2004   |               |
| 336          | 11        | Fixed               |             | Ed Sherin          | Roz Weinman a Eric Overmyer                                                                | 8. prosince 2004   |               |
| 337          | 12        | Mammon              |             | Jace Alexander     | William N. Fordes a Douglas Stark                                                          | 5. ledna 2005      |               |
| 338          | 13        | Ain't No Love       |             | Paris Barclay      | Richard Sweren a Lois Johnson                                                              | 12. ledna 2005     |               |
| 339          | 14        | Fluency             |             | Matthew Penn       | Nick Santora                                                                               | 19. ledna 2005     |               |
| 340          | 15        | Obsession           |             | Constantine Makris | Wendy Battles a Alfredo Barrios, Jr.                                                       | 9. února 2005      |               |
| 341          | 16        | The Sixth Man       |             | David Platt        | námět: Lois Johnson a Richard Sweren scénář: Lois Johnson                                  | 16. února 2005     |               |
| 342          | 17        | License to Kill     |             | Constantine Makris | Richard Sweren a Stuart Feldman                                                            | 23. února 2005     |               |
| 343          | 18        | Dining Out          |             | Jean de Segonzac   | Davey Holmes                                                                               | 2. března 2005     |               |
| 344          | 19        | Sects               |             | Richard Dobbs      | Frank Pugliese                                                                             | 30. března 2005    |               |
| 345          | 20        | Tombstone           |             | Eric Stoltz        | Rick Eid                                                                                   | 13. dubna 2005     |               |
| 346          | 21        | Publish and Perish  |             | Constantine Makris | Tom Szentgyorgi                                                                            | 20. dubna 2005     |               |
| 347          | 22        | Sport of Kings      |             | Michael Pressman   | námět: Richard Sweren, Nick Santora a Wendy Battles scénář: Richard Sweren a Wendy Battles | 4. května 2005     |               |
| 348          | 23        | In God We Trust     |             | David Platt        | Richard Sweren                                                                             | 11. května 2005    |               |
| 349          | 24        | Locomotion          |             | Matthew Penn       | námět: Roz Weinman scénář: Eric Overmyer                                                   | 18. května 2005    |               |

### Šestnáctá řada (2005–2006)
| Č. v seriálu | Č. v řadě | Původní název        | Český název                  | Režie              | Scénář                            | Premiéra v USA     | Premiéra v ČR |
| ------------ | --------- | -------------------- | ---------------------------- | ------------------ | --------------------------------- | ------------------ | ------------- |
| 350          | 1         | Red Ball             | Velký případ                 | Matthew Penn       | David Wilcox                      | 21. září 2005      |               |
| 351          | 2         | Flaw                 | Podvodníci                   | Jean de Segonzac   | Chris Levinson                    | 28. září 2005      |               |
| 352          | 3         | Ghosts               | Duchové                      | Constantine Makris | Rick Eid                          | 5. října 2005      |               |
| 353          | 4         | Age of Innocence     | Věk nevinnosti               | David Platt        | Davey Holmes                      | 12. října 2005     |               |
| 354          | 5         | Lifeline             | Životní role                 | Rosemary Rodriguez | Greg Plageman                     | 19. října 2005     |               |
| 355          | 6         | Birthright           | Právo na život               | Constantine Makris | David Slack                       | 2. listopadu 2005  |               |
| 356          | 7         | House of Cards       | Domeček z karet              | Michael Pressman   | Wendy Battles                     | 9. listopadu 2005  |               |
| 357          | 8         | New York Minute      | Newyorská minuta             | Don Scardino       | Nicholas Wootton                  | 16. listopadu 2005 |               |
| 358          | 9         | Criminal Law         | Trestní právo                | Ed Sherin          | David Wilcox                      | 23. listopadu 2005 |               |
| 359          | 10        | Acid                 | Kyselina                     | Michael Pressman   | Richard Sweren                    | 30. listopadu 2005 |               |
| 360          | 11        | Bible Story          | Rodinná Tóra                 | Rick Wallace       | Richard Sweren                    | 7. prosince 2005   |               |
| 361          | 12        | Family Friend        | Rodinný přítel               | Jean de Segonzac   | Philippe Browning                 | 11. ledna 2006     |               |
| 362          | 13        | Heart of Darkness    | Temná mysl                   | Richard Dobbs      | Carter Harris                     | 18. ledna 2006     |               |
| 363          | 14        | Magnet               | Magnet                       | Adam Bernstein     | David Black                       | 8. února 2006      |               |
| 364          | 15        | Choice of Evils      | Menší zlo                    | Michael Pressman   | David Wilcox                      | 1. března 2006     |               |
| 365          | 16        | Cost of Capital      | Cena vraždy                  | Michael Watkins    | námět: Rick Eid scénář: Tom Smuts | 8. března 2006     |               |
| 366          | 17        | America, Inc.        | America, s. r. o.            | Jean de Segonzac   | Richard Sweren                    | 22. března 2006    |               |
| 367          | 18        | Thinking Makes It So | Naše myšlení je takovým činí | Tony Goldwyn       | Michael S. Chernuchin             | 29. března 2006    |               |
| 368          | 19        | Positive             | Pozitivní                    | Richard Dobbs      | Sonny Postiglione                 | 5. dubna 2006      |               |
| 369          | 20        | Kingmaker            | Šedá eminence                | Don Scardino       | David Slack                       | 3. května 2006     |               |
| 370          | 21        | Hindsight            | Pomsta                       | Jean de Segonzac   | Chris Levinson                    | 10. května 2006    |               |
| 371          | 22        | Invaders             | Falešní agenti               | Matthew Penn       | Richard Sweren a David Wilcox     | 17. května 2006    |               |

### Sedmnáctá řada (2006–2007)
| Č. v seriálu | Č. v řadě | Původní název           | Český název              | Režie              | Scénář                                                    | Premiéra v USA     | Premiéra v ČR |
| ------------ | --------- | ----------------------- | ------------------------ | ------------------ | --------------------------------------------------------- | ------------------ | ------------- |
| 372          | 1         | Fame                    | Sláva                    | Jean de Segonzac   | Nicholas Wootton                                          | 22. září 2006      |               |
| 373          | 2         | Avatar                  | Avatar                   | Vincent Misiano    | David Slack                                               | 29. září 2006      |               |
| 374          | 3         | Home Sweet              | Sladký domov             | Richard Dobbs      | Michael S. Chernuchin                                     | 6. října 2006      |               |
| 375          | 4         | Fear America            | Strach nad městem        | Constantine Makris | Sonny Postiglione a Robert Nathan                         | 13. října 2006     |               |
| 376          | 5         | Public Service Homicide | Vražda ve veřejném zájmu | Constantine Makris | Chris Levinson                                            | 20. října 2006     |               |
| 377          | 6         | Profiteer               | Šejdíř                   | Arthur W. Forney   | David Wilcox                                              | 27. října 2006     |               |
| 378          | 7         | In Vino Veritas         | Ve víně je pravda        | Tim Hunter         | David Wilcox                                              | 3. listopadu 2006  |               |
| 379          | 8         | Release                 | Divoké kočky             | Michael Pressman   | Rick Eid a Nicholas Wootton                               | 10. listopadu 2006 |               |
| 380          | 9         | Deadlock                | Slepá ulička             | Alex Chapple       | David Slack                                               | 17. listopadu 2006 |               |
| 381          | 10        | Corner Office           | Firemní skandál          | Joan Stein Schimke | Rick Eid a Richard Sweren                                 | 8. prosince 2006   |               |
| 382          | 11        | Remains of the Day      | Soumrak dne              | Constantine Makris | námět: David Wilcox a Shiya Ribowsky scénář: David Wilcox | 5. ledna 2007      |               |
| 383          | 12        | Charity Case            | Charita nade vše         | Michael Pressman   | Nicholas Wootton                                          | 12. ledna 2007     |               |
| 384          | 13        | Talking Points          | Nenávistné řeči          | Matthew Penn       | Michael S. Chernuchin                                     | 2. února 2007      |               |
| 385          | 14        | Church                  | Nový příslib             | Constantine Makris | Rick Eid                                                  | 9. února 2007      |               |
| 386          | 15        | Melting Pot             | Země snů                 | Jean de Segonzac   | Richard Sweren                                            | 16. února 2007     |               |
| 387          | 16        | Murder Book             | Vražda vydavatelky       | Constantine Makris | David Wilcox                                              | 23. února 2007     |               |
| 388          | 17        | Good Faith              | V dobré víře             | Sam Weisman        | David Slack                                               | 30. března 2007    |               |
| 389          | 18        | Bling                   | Přiznání k vraždě        | Karen Gaviola      | Matthew McGough                                           | 6. dubna 2007      |               |
| 390          | 19        | Fallout                 | Náhlá smrt               | Constantine Makris | Sonny Postiglione                                         | 27. dubna 2007     |               |
| 391          | 20        | Captive                 | Zajatec                  | Michael Watkins    | Richard Sweren                                            | 4. května 2007     |               |
| 392          | 21        | Over Here               | Tam a tady               | Constantine Makris | William N. Fordes                                         | 11. května 2007    |               |
| 393          | 22        | The Family Hour         | Rodinná chvilka          | Matthew Penn       | Richard Sweren a David Slack                              | 18. května 2007    |               |

### Osmnáctá řada (2008)
| Č. v seriálu | Č. v řadě | Původní název       | Český název           | Režie              | Scénář                                                         | Premiéra v USA  | Premiéra v ČR |
| ------------ | --------- | ------------------- | --------------------- | ------------------ | -------------------------------------------------------------- | --------------- | ------------- |
| 394          | 1         | Called Home         | Asistovaná sebevražda | Allen Coulter      | René Balcer                                                    | 2. ledna 2008   |               |
| 395          | 2         | Darkness            | Tma                   | Michael Dinner     | William N. Fordes a David Slack                                | 2. ledna 2008   |               |
| 396          | 3         | Misbegotten         | Nechtěné dítě         | Michael Watkins    | David Wilcox a Stephanie Sengupta                              | 9. ledna 2008   |               |
| 397          | 4         | Bottomless          | Bez kalhot            | Alex Chapple       | Ed Zuckerman                                                   | 16. ledna 2008  |               |
| 398          | 5         | Driven              | Klukovina             | Alan Taylor        | Richard Sweren a Gina Gionfriddo                               | 23. ledna 2008  |               |
| 399          | 6         | Political Animal    | Velké zvíře           | Jean de Segonzac   | Ed Zuckerman a David Slack                                     | 30. ledna 2008  |               |
| 400          | 7         | Quit Claim          | Výhodný obchod        | Jim McKay          | William N. Fordes a David Wilcox                               | 6. února 2008   |               |
| 401          | 8         | Illegal             | Zátah                 | Constantine Makris | William N. Fordes a David Slack                                | 13. února 2008  |               |
| 402          | 9         | Executioner         | Popravčí              | Constantine Makris | Richard Sweren a Gina Gionfriddo                               | 20. února 2008  |               |
| 403          | 10        | Tango               | Tango                 | Dean White         | Stephanie Sengupta                                             | 27. února 2008  |               |
| 404          | 11        | Betrayal            | Zrada                 | Marc Levin         | Richard Sweren a Gina Gionfriddo                               | 5. března 2008  |               |
| 405          | 12        | Submission          | Znamení pokory        | Constantine Makris | Ed Zuckerman                                                   | 12. března 2008 |               |
| 406          | 13        | Angelgrove          | Boží armáda           | Darnell Martin     | David Wilcox a Stephanie Sengupta                              | 19. března 2008 |               |
| 407          | 14        | Burn Card           | Gambler               | Mario Van Peebles  | Ed Zuckerman a David Wilcox                                    | 23. dubna 2008  |               |
| 408          | 15        | Bogeyman            | Strašák               | Tim Hunter         | námět: Richard Sweren a Gina Gionfriddo scénář: Richard Sweren | 30. dubna 2008  |               |
| 409          | 16        | Strike              | Stávka                | Marisol Torres     | William N. Fordes a David Slack                                | 7. května 2008  |               |
| 410          | 17        | Personae Non Gratae | Nežádoucí osoby       | John Coles         | Stephanie Sengupta a Matthew McGough                           | 14. května 2008 |               |
| 411          | 18        | Excalibur           | Excalibur             | Jim McKay          | René Balcer a Ed Zuckerman                                     | 21. května 2008 |               |

### Devatenáctá řada (2008–2009)
| Č. v seriálu | Č. v řadě | Původní název             | Český název                 | Režie              | Scénář                                                      | Premiéra v USA     | Premiéra v ČR     |
| ------------ | --------- | ------------------------- | --------------------------- | ------------------ | ----------------------------------------------------------- | ------------------ | ----------------- |
| 412          | 1         | Rumble                    | Potyčka                     | Constantine Makris | Richard Sweren a Christopher Ambrose                        | 5. listopadu 2008  | 12. prosince 2012 |
| 413          | 2         | Challenged                | Stíny minulosti             | Fred Berner        | René Balcer a Ed Zuckerman                                  | 12. listopadu 2008 | 19. prosince 2012 |
| 414          | 3         | Lost Boys                 | Odpadlíci                   | Chris Zalla        | Richard Sweren a Gina Gionfriddo                            | 19. listopadu 2008 | 2. ledna 2013     |
| 415          | 4         | Falling                   | Nehoda                      | Michael Watkins    | Stephanie Sengupta a Keith Eisner                           | 26. listopadu 2008 | 9. ledna 2013     |
| 416          | 5         | Knock Off                 | Spravedlnost za každou cenu | Constantine Makris | námět: Jonathan Rintels scénář: William N. Fordes a Matthew | 3. prosince 2008   | 16. ledna 2013    |
| 417          | 6         | Sweetie                   | Zlatíčko                    | Mario Van Peebles  | Ed Zuckerman a Luke Schelhaas                               | 10. prosince 2008  | 23. ledna 2013    |
| 418          | 7         | Zero                      | Nulová stopa                | Marisol Torres     | Ed Zuckerman a Luke Schelhaas                               | 17. prosince 2008  | 30. ledna 2013    |
| 419          | 8         | Chattel                   | Moderní otrokáři            | Jim McKay          | William N. Fordes a Matthew McGough                         | 7. ledna 2009      | 6. února 2013     |
| 420          | 9         | By Perjury                | Křivé svědectví             | Darnell Martin     | Richard Sweren a Christopher Ambrose                        | 14. ledna 2009     | 13. února 2013    |
| 421          | 10        | Pledge                    | Pouto                       | Alex Chapple       | Richard Sweren a Gina Gionfriddo                            | 21. ledna 2009     | 20. února 2013    |
| 422          | 11        | Lucky Stiff               | Smolaři                     | Marc Levin         | Ed Zuckerman a Matthew McGough                              | 28. ledna 2009     | 27. února 2013    |
| 423          | 12        | Illegitimate              | Levoboček                   | Josh Marston       | Stephanie Sengupta a Keith Eisner                           | 4. února 2009      | 6. března 2013    |
| 424          | 13        | Crimebusters              | Krotitelé zločinu           | Alex Chapple       | Richard Sweren a Gina Gionfriddo                            | 11. února 2009     | 13. března 2013   |
| 425          | 14        | Rapture                   | Uchváceni v oblacích        | Fred Berner        | Ed Zuckerman a Luke Schelhaas                               | 18. února 2009     | 20. března 2013   |
| 426          | 15        | Bailout                   | Nedodržený slib             | Jean de Segonzac   | Richard Sweren a Christopher Ambrose                        | 11. března 2009    | 27. března 2013   |
| 427          | 16        | Take-Out                  | Velezrada                   | Jim McKay          | William N. Fordes a Keith Eisner                            | 18. března 2009    | 3. dubna 2013     |
| 428          | 17        | Anchors Away              | Nebezpečné zprávy           | Alex Chapple       | Ed Zuckerman a Matthew McGough                              | 25. března 2009    | 10. dubna 2013    |
| 429          | 18        | Promote This!             | Zločiny z nenávisti         | Michael Watkins    | Richard Sweren a Christopher Ambrose                        | 29. dubna 2009     | 17. dubna 2013    |
| 430          | 19        | All New                   | Nováček                     | Roger Young        | William N. Fordes a Keith Eisner                            | 6. května 2009     | 24. dubna 2013    |
| 431          | 20        | Exchange                  | Výměnný pobyt               | Ernest Dickerson   | Stephanie Sengupta                                          | 13. května 2009    | 1. května 2013    |
| 432          | 21        | Skate or Die              | Bláznivý bruslař            | Norberto Barba     | Ed Zuckerman a Luke Schelhaas                               | 20. května 2009    | 8. května 2013    |
| 433          | 22        | The Drowned and the Saved | Volné křeslo                | Fred Berner        | Richard Sweren a Gina Gionfriddo                            | 3. června 2009     | 15. května 2013   |

### Dvacátá řada (2009–2010)
| Č. v seriálu | Č. v řadě | Původní název             | Český název               | Režie              | Scénář                                                                         | Premiéra v USA     | Premiéra v ČR     |
| ------------ | --------- | ------------------------- | ------------------------- | ------------------ | ------------------------------------------------------------------------------ | ------------------ | ----------------- |
| 434          | 1         | Memo from the Dark Side   | Vyšší princip             | Fred Berner        | René Balcer a Keith Eisner                                                     | 25. září 2009      | 22. května 2013   |
| 435          | 2         | Just a Girl in the World  | Obyčejná holka            | M.T. Adler         | Richard Sweren a Christopher Ambrose                                           | 2. října 2009      | 29. května 2013   |
| 436          | 3         | Great Satan               | Velký Satan               | Michael Dinner     | Ed Zuckerman a Luke Schelhaas                                                  | 9. října 2009      | 5. června 2013    |
| 437          | 4         | Reality Bites             | Smutná realita            | Constantine Makris | Ed Zuckerman a Luke Schelhaas                                                  | 16. října 2009     | 12. června 2013   |
| 438          | 5         | Dignity                   | Právo na život            | Jim McKay          | Richard Sweren a Julie Martin                                                  | 23. října 2009     | 19. června 2013   |
| 439          | 6         | Human Flesh Search Engine | Až na krev                | Darnell Martin     | Ed Zuckerman a Matthew McGough                                                 | 30. října 2009     | 26. června 2013   |
| 440          | 7         | Boy Gone Astray           | Kluk, který sešel z cesty | Rose Troche        | námět: René Balcer a Keith Eisner scénář: Keith Eisner                         | 6. listopadu 2009  | 3. července 2013  |
| 441          | 8         | Doped                     | Zdrogovaná                | Mario Van Peebles  | Richard Sweren a Christopher Ambrose                                           | 6. listopadu 2009  | 10. července 2013 |
| 442          | 9         | For the Defense           | Ve jménu obhajoby         | William Klayer     | Ed Zuckerman a Luke Schelhaas                                                  | 13. listopadu 2009 | 17. července 2013 |
| 443          | 10        | Shotgun                   | Lidový hrdina             | Roger Young        | Richard Sweren a Julie Martin                                                  | 20. listopadu 2009 | 24. července 2013 |
| 444          | 11        | Fed                       | Nadšenec                  | Alex Chapple       | námět: René Balcer a Keith Eisner scénář: Keith Eisner                         | 11. prosince 2009  | 31. července 2013 |
| 445          | 12        | Blackmail                 | Vyděrač                   | Marc Levin         | Ed Zuckerman a Matthew McGough                                                 | 15. ledna 2010     | 7. srpna 2013     |
| 446          | 13        | Steel-Eyed Death          | Ocelově chladná smrt      | Michael Pressman   | Richard Sweren, Christopher Ambrose a Julie Martin                             | 1. března 2010     | 14. srpna 2013    |
| 447          | 14        | Boy on Fire               | Mladík v ohni             | Rose Troche        | námět: Ed Zuckerman a Matthew McGough scénář: Luke Schelhaas a Matthew McGough | 1. března 2010     | 21. srpna 2013    |
| 448          | 15        | Brilliant Disguise        | Dokonalá přetvářka        | Alex Chapple       | námět: René Balcer a Keith Eisner scénář: Keith Eisner                         | 8. března 2010     | 28. srpna 2013    |
| 449          | 16        | Innocence                 | Nevina                    | Fred Berner        | Richard Sweren a Julie Martin                                                  | 15. března 2010    | 4. září 2013      |
| 450          | 17        | Four Cops Shot            | Smrt čtyř policistů       | Jim McKay          | Ed Zuckerman, Luke Schelhaas a Matthew McGough                                 | 22. března 2010    | 11. září 2013     |
| 451          | 18        | Brazil                    | Brazílie                  | Jean de Segonzac   | námět: René Balcer a Keith Eisner scénář: Keith Eisner                         | 29. března 2010    | 18. září 2013     |
| 452          | 19        | Crashers                  | Nezvaní hosté             | Darnell Martin     | Richard Sweren a Christopher Ambrose a Julie Martin                            | 3. května 2010     | 25. září 2013     |
| 453          | 20        | The Taxman Cometh         | Obchod se smrtí           | Fred Berner        | námět: Ed Zuckerman a William N. Fordes scénář: William N. Fordes              | 10. května 2010    | 2. října 2013     |
| 454          | 21        | Immortal                  | Nesmrtelný                | Jim McKay          | Richard Sweren a Julie Martin                                                  | 17. května 2010    | 9. října 2013     |
| 455          | 22        | Love Eternal              | Láska až za hrob          | William Klayer     | Ed Zuckerman                                                                   | 17. května 2010    | 16. října 2013    |
| 456          | 23        | Rubber Room               | Pomsta                    | René Balcer        | René Balcer                                                                    | 24. května 2010    | 23. října 2013    |

### Dvacátá první řada (2022)
| Č. v seriálu | Č. v řadě | Původní název | Český název   | Režie         | Scénář        | Premiéra v USA | Premiéra v ČR |
| ------------ | --------- | ------------- | ------------- | ------------- | ------------- | -------------- | ------------- |
| 457          | 1         | bude oznámeno | bude oznámeno | bude oznámeno | bude oznámeno | 24. února 2022 | bude oznámeno |